# Four Depressive Seasons
Four Depressive Seasons è il primo album in studio del gruppo musicale Illdisposed, pubblicato nel 1993 dalla Progress.

## Tracce
1. Forbidden Summer Poetry - 3:55
2. Reversed - 5:08
3. Weeping Souls of Autumn Desires - 5:53
4. Life Equals Zero (A Love Song) - 4:33
5. A Deathwork Orange... - 7:41
6. ...The Winter of Our Discontempt - 5:36
7. Wardance of the Technocracy - 5:04
8. Inherit the Wind - 4:52
9. With the Lost Souls on Our Side - 4:40

## Formazione
- Bo Sommer - voce
- Lasse D. R. Bak - chitarra
- Ronnie R. Bak - basso
- Michael Enevoldsen - batteria